# Walther P22
Walther P22 — немецкий
 спортивно-тренировочный самозарядный пистолет фирмы «Carl Walther Sportwaffen GmbH» 22 калибра.

## Описание
Корпус пистолета выполнен из ударостойких полимеров, ствол и кожух затвора стальные. Оборудован курковым ударно-спусковым механизмом двойного действия. Предохранительные устройства включают механический предохранитель, автоматический предохранитель, блокирующий механизм при неплотно вставленном магазине, а также замок, запирающий затворную раму, препятствуя стрельбе и разборке.
Модель P22 внешне напоминает более раннюю модель Walther P99, но примерно на четверть короче. Пистолет укомплектован сменными прицелами и накладками на рукоять, позволяющими подогнать оружие под руку стрелка.

## Варианты и модификации

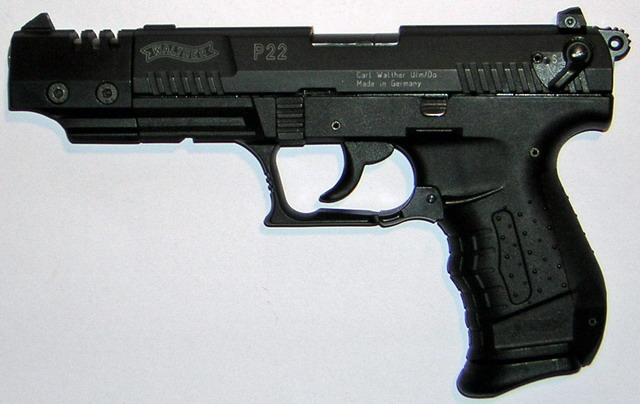
Walther P22 Target

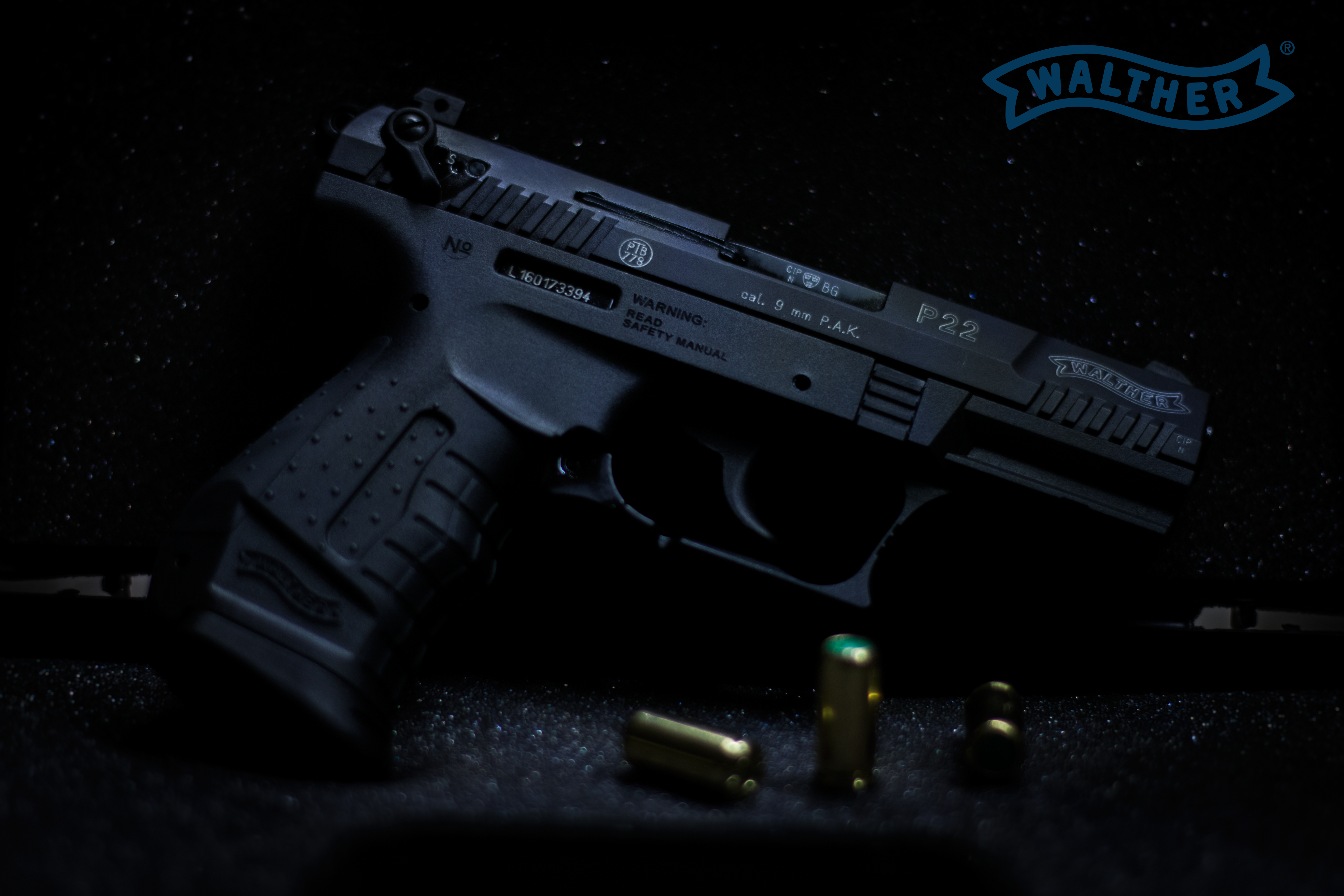

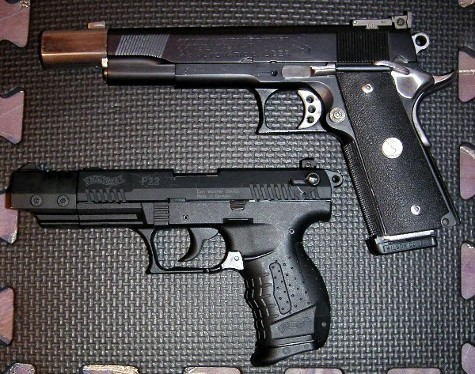
Walther P22 и M1911

- Walther P22 Standart — модель с длиной ствола 87 мм
- Walther P22 Target (на рынке гражданского оружия США обозначается как P22 — 5”) — модификация с удлинённым (за счёт установки дульного тормоза-компенсатора) до 127 мм стволом

### Травматические, газовые и пневматические пистолеты
- Umarex Walther P22 — 9-мм газовый пистолет под патрон 9 мм P.A., изготовленный из лёгкого сплава.
- Umarex Walther P22Т — 10-мм травматический пистолет под патрон 10×22 мм Т, изготовленный из лёгкого сплава. Ёмкость магазина — 7 патронов.

## Страны-эксплуатанты
- Беларусь — сертифицирован как спортивное оружие[1]